# لاري فينك
لاري فينك (بالإنجليزية: Larry Fink)‏ هو مصور أمريكي، ولد في 11 مارس 1941 في بروكلين في الولايات المتحدة.

## وصلات خارجية
- لاري فينك على موقع IMDb (الإنجليزية)
- لاري فينك على موقع ميوزك برينز (الإنجليزية)
- لاري فينك على موقع ديسكوغز (الإنجليزية)